# 수평자세 지시계

디스플레이의 주요 요소를 표시한 수평자세 지시계의 앞면의 모습

수평자세 지시계(horizontal situation indicator)는 항공기에 장착하는 비행 계기로서 조종사의 임무를 줄이기 위해 각종 비행 정보를 전시하는 계기이다. 계기 중앙을 기준으로 수평면의 상황을 시현하는데 항법 기준이 되는 VOR/ILS 또는 TACAN 기지국 지시, 헤딩, 활공각 지시기, TO/FROM 등을 전시한다.

## 같이 보기
- 비행계기